# Herbie Flowers
Pour les articles homonymes, voir Flowers.
Herbie Flowers (Brian Keith Flowers), né à Isleworth, dans le comté de Middlesex, le 19 mai 1938, et mort le 5 septembre 2024 , est un bassiste, contrebassiste et tubiste britannique.
Il est membre de Blue Mink, T. Rex et Sky et est un des bassistes de session les plus connus en Angleterre. Il enregistre notamment avec Elton John (Tumbleweed Connection, etc.), David Bowie (Space Oddity), Lou Reed (l'album Transformer où il signe la classique ligne de basse et de contrebasse de Walk on the Wild Side), Roy Harper, David Essex, Allan Clarke, Al Kooper, Harry Nilsson (Jump into the Fire), Cat Stevens, Michel Delpech, Michel Polnareff, George Harrison, Collective Consciousness Society, etc.
À la fin des années 1970, Flowers aurait joué sur près de 500 enregistrements.

## Biographie
Brian Flowers est né à Isleworth, Middlesex. Il commence son éducation musicale en 1956 lors de son service militaire dans la Royal Air Force : il est le tubiste de l'orchestre pendant neuf ans. Il choisit la contrebasse comme second instrument pour s'assurer les galons de Junior technician, avant de passer à la basse électrique. Après son service militaire, il rejoint différentes formations de jazz Dixieland au début des années 1960, avant de découvrir le jazz moderne. En 1965, il est engagé en tant que musicien d'orchestre sur le navire transcontinental Queen Elizabeth. Lorsqu'il entend une basse électrique dans un nightclub de New York, il décide d'acquérir son propre instrument électrique à corps plein : une Fender Jazz Bass couleur « Lake placide blue », achetée chez Manny's à New York pour un montant de 79$.
Il acquiert dans les années qui suivent une réputation de bassiste de studio, travaillant pour des producteurs de disques comme Shel Talmy, Mickie Most, Steve Rowland, Richard Perry, Gus Dudgeon et Tony Visconti.
En 1969, Flowers est un des membres fondateurs de Blue Mink et joue sur leur tube Melting Pot, qui atteint le No. 3 des singles au Royaume-Uni. Il a également été membre de Collective Consciousness Society et de la formation ultime de T. Rex. En 1979, peu de temps après le concours « A Song For Europe contest », où il interprète Mr Moonlight avec son groupe, « The Daisies », il co-fonde le groupe Sky, qui connaît le succès au Royaume-Uni et en Australie.
Flowers a par ailleurs composé le hit Grandad pour Clive Dunn. Selon Flowers, l'idée lui est venue alors qu'il étudiait un manuel sur la composition. Tout ce dont il avait besoin était un déclencheur, car il avait des difficultés à faire aboutir ses idées. Il téléphona à son ami Ken Pickett qui débarqua en appuyant sur la sonnette : cette sonnette lui donna le déclencheur pour venir au bout de sa composition.
La ligne de basse probablement la plus fameuse est celle qu'il a improvisée sur le morceau de Lou Reed Walk on the Wild Side, extrait de son album Transformer (1972), la seule chanson de Lou Reed à être entrée dans le top 20 aux États-Unis.
Après la dissolution de Sky dans les années 1990, Flowers consacre la majorité de son activité à jouer du jazz. Il travaille également comme professeur de guitare basse au Ardingly College et conduit plusieurs ateliers rock dans des écoles, en aidant les jeunes musiciens à créer et interpréter leurs propres compositions, ainsi qu'à réaliser des reprises.
En 1998, le batteur de studio Peter Boita fait à nouveau équipe avec Herbie Flowers pour constituer la section rythmique d'une mise en musique des vers du poète Sir John Betjeman, sur leur deuxième album ensemble. L'album est intitulé Betjeman & Read. Ils avaient auparavant travaillé sur l'album Poetry in Motion (paru chez Silhouette Records sous la référence MDKR 1), qui consistait aussi en une mise en musique du It de Betjeman, incluant les participations de David Essex, Justin Hayward, Steve Harley, Donovan, Alvin Stardust, Captain Sensible et Annie Haslam, entre autres, ainsi que le producteur des Beatles George Martin à la supervision. Boita et Flowers se rejoignent à nouveau quand Poetry in Motion est jouée en concert pour un gala de charité au  Richmond Theatre le 5 avril 1992. Betjeman & Read est un des derniers albums enregistrés au RG Jones Recording studio à Wimbledon. Les vocalistes présents sur cet enregistrement incluent Cliff Richard, Marc Almond, Paul Young, Jon Anderson, Richard Sharp, Colin Blunstone, Gene Pitney, Leo Sayer, Donovan, Mike Read, The Rodolfus Choir et David Essex.
En septembre 2009, Herbie Flowers fonde une chorale, Shoreham Singers-by-Sea, qui comporte jusqu'à 150 chanteurs, suivie en septembre 2010 des Ditchling Singers.
En 2016, la mort de David Bowie, dont il était proche et dont il admirait la musique, l'affecte profondément. Il déclare : « He was greatest British artist since Shakespeare » (« Il était le plus grand artiste britannique depuis Shakespeare »).
En 2013, à la sortie du single de Bowie, Where are we now ?, il s'était déjà dit bouleversé par ce retour musical du prodige anglais, racontant avoir pleuré à l'écoute de cette chanson.

## Discographie

### En solo

#### Albums
- 1975 : Plant Life (Philips)
- 1980 : A Little Potty (EMI)
- 1981 : Herbie's Stuff (KPM)
- 2012 : A Jazz Breakfast (HF15)

#### Singles
- 1970 : Lincoln County (Polydor)
- 1973 : Tramp / Flanker (Polydor)
- 1975 : Mouth / Hi! It's Herbie Flowers (Philips)
- 1975 : Dancing at Danny's / Mathematics (Philips)
- 1977 : Jubilee / News (EMI)
- 1978 : Don't Take My Bass Away / I Want to Be with You (EMI)
- 1979 : Mr. Moonlight / I Want to Be with You (EMI)
- 1980 : The Whale / Just for You (EMI)
- 1980 : Burlington Bertie (Tramp) / Big George (EMI)
- 1981 : Tuba Smarties / The Bathroom Song (Ariola)
- 1983 : I Love 'er / Meet Me on The Corner (Magic)

### Participations
- 1969 : Space Oddity de David Bowie (single)
- 1969 : Scott 4 de Scott Walker[4]
- 1970 : Tumbleweed Connection d'Elton John
- 1970 : Candles in the Rain de Melanie
- 1970 : Polnareff's de Michel Polnareff
- 1970 : Sound of Sunforest de Sunforest
- 1971 : Madman Across the Water d'Elton John
- 1971 : New York City (You're a Woman) (en) d'Al Kooper
- 1971 : Nilsson Schmilsson de Harry Nilsson
- 1972 : Transformer de Lou Reed
- 1973 : Rock On (en) de David Essex
- 1973 : Foreigner de Cat Stevens
- 1974 : Diamond Dogs de David Bowie
- 1974 : David Live de David Bowie
- 1977 : Bullinamingvase (en) de Roy Harper
- 1977 : Thrillington de Paul McCartney
- 1977 : Dandy in the Underworld de T. Rex
- 1978 : The Bride Stripped Bare (en) de Bryan Ferry
- 1978 : A Single Man d'Elton John
- 1978 : Jeff Wayne's Musical Version of The War of The Worlds de Jeff Wayne (en)
- 1981 : Somewhere in England de George Harrison
- 1981 : Stop and Smell the Roses de Ringo Starr
- 1982 : Gone Troppo de George Harrison
- 2002 : Brainwashed de George Harrison